# Volstroff
Volstroff est une commune française située dans le département de la Moselle en région Grand Est.

## Géographie

### Communes limitrophes
| Bertrange              | Stuckange | Metzervisse |
| Guénange               | Volstroof | Metzeresche |
| Rurange-lès-Thionville |           | Luttange    |

### Écarts et Lieux-dits
- Reinange
- Schell
- Vinsberg

### Hydrographie
La commune est située dans le bassin versant du Rhin au sein du bassin Rhin-Meuse. Elle est drainée par la Bibiche et la Sée.
La Bibiche, d'une longueur totale de 22,6 km, prend sa source dans la commune de Bettelainville et se jette  dans la Moselle à Basse-Ham, après avoir traversé dix communes.
La Sée, d'une longueur totale de 10,9 km, prend sa source dans la commune de Luttange et se jette  dans la Moselle en limite de Bertrangeet d'Illange, face à Uckange, après avoir traversé sept communes.

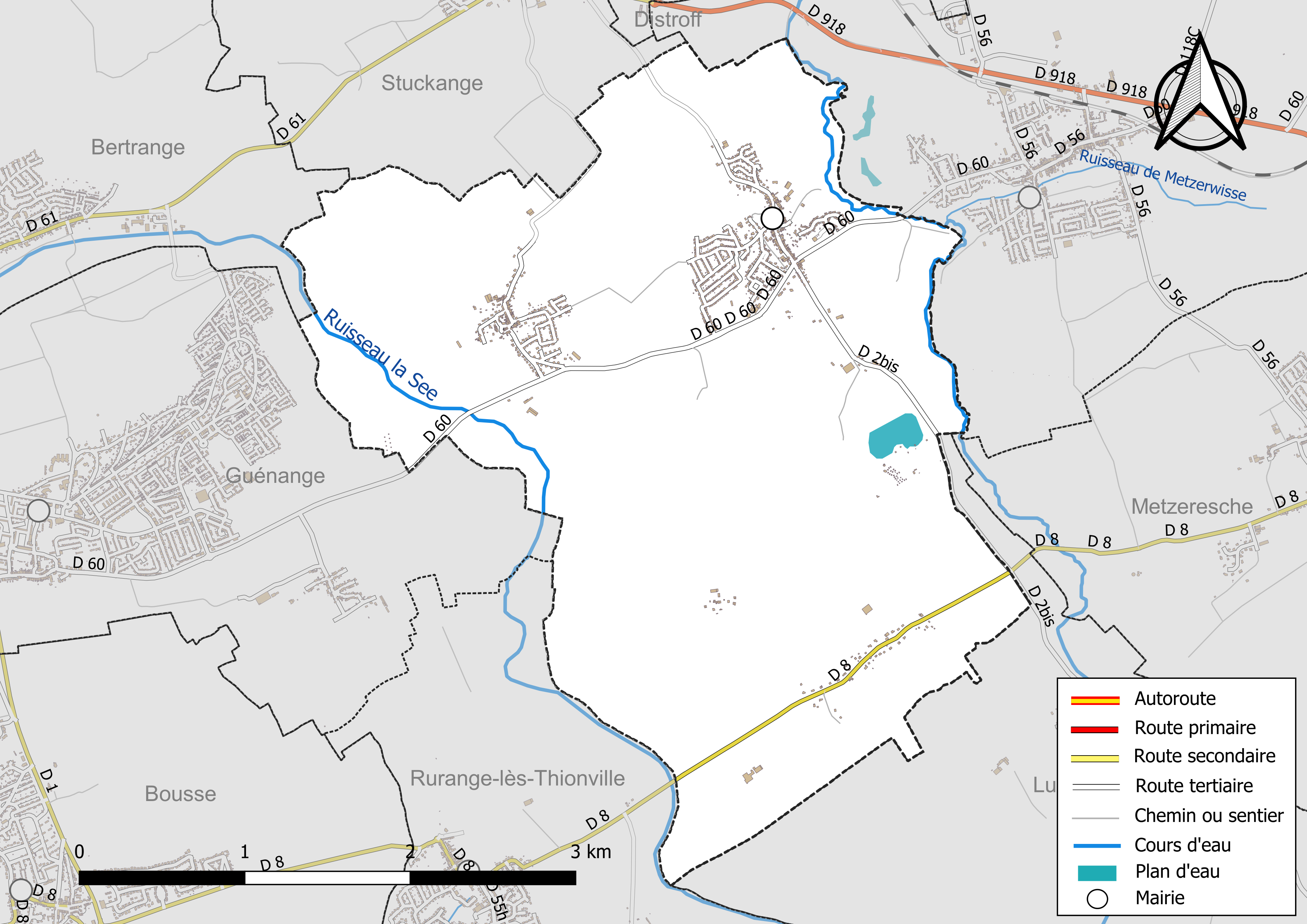
Réseaux hydrographique et routier de Volstroff.

La qualité du ruisseau la Bibiche et du ruisseau la See peut être consultée sur un site dédié géré par les agences de l’eau et l’Agence française pour la biodiversité.

### Climat
Pour des articles plus généraux, voir Climat du Grand Est et Climat de la Moselle.
En 2010, le climat de la commune est de type climat des marges montargnardes, selon une étude du Centre national de la recherche scientifique s'appuyant sur une série de données couvrant la période 1971-2000. En 2020, Météo-France publie une typologie des climats de la France métropolitaine dans laquelle la commune est exposée à un climat semi-continental et est dans la région climatique  Lorraine, plateau de Langres, Morvan, caractérisée par un hiver rude (1,5 °C), des vents modérés et des brouillards fréquents en automne et hiver. 
Pour la période 1971-2000, la température annuelle moyenne est de 9,5 °C, avec une amplitude thermique annuelle de 16,9 °C. Le cumul annuel moyen de précipitations est de 776 mm, avec 11,9 jours de précipitations en janvier et 9,1 jours en juillet. Pour la période 1991-2020, la température moyenne annuelle observée sur la station météorologique de Météo-France la plus proche, « Malancourt », sur la commune d'Amnéville à 10 km à vol d'oiseau, est de 10,2 °C et le cumul annuel moyen de précipitations est de 884,1 mm. 
La température maximale relevée sur cette station est de 39,3 °C, atteinte le 25 juillet 2019 ; la température minimale est de −17,9 °C, atteinte le 5 janvier 1985,,. 
Les paramètres climatiques de la commune ont été estimés pour le milieu du siècle (2041-2070) selon différents scénarios d'émission de gaz à effet de serre à partir des nouvelles projections climatiques de référence DRIAS-2020. Ils sont consultables sur un site dédié publié par Météo-France en novembre 2022.

## Urbanisme

### Typologie
Au 1er janvier 2024, Volstroff est catégorisée bourg rural, selon la nouvelle grille communale de densité à sept niveaux définie par l'Insee en 2022.
Elle est située hors unité urbaine. Par ailleurs la commune fait partie de l'aire d'attraction de Luxembourg (partie française), dont elle est une commune de la couronne,. Cette aire, qui regroupe 115 communes, est catégorisée dans les aires de 700 000 habitants ou plus (hors Paris),.

### Occupation des sols
L'occupation des sols de la commune, telle qu'elle ressort de la base de données européenne d’occupation biophysique des sols Corine Land Cover (CLC), est marquée par l'importance des territoires agricoles (68,5 % en 2018), en diminution par rapport à 1990 (70,4 %). La répartition détaillée en 2018 est la suivante : 
terres arables (46,3 %), forêts (21,9 %), prairies (18 %), zones urbanisées (7,5 %), zones agricoles hétérogènes (4,3 %), espaces verts artificialisés, non agricoles (2 %). L'évolution de l’occupation des sols de la commune et de ses infrastructures peut être observée sur les différentes représentations cartographiques du territoire : la carte de Cassini (XVIIIe siècle), la carte d'état-major (1820-1866) et les cartes ou photos aériennes de l'IGN pour la période actuelle (1950 à aujourd'hui).

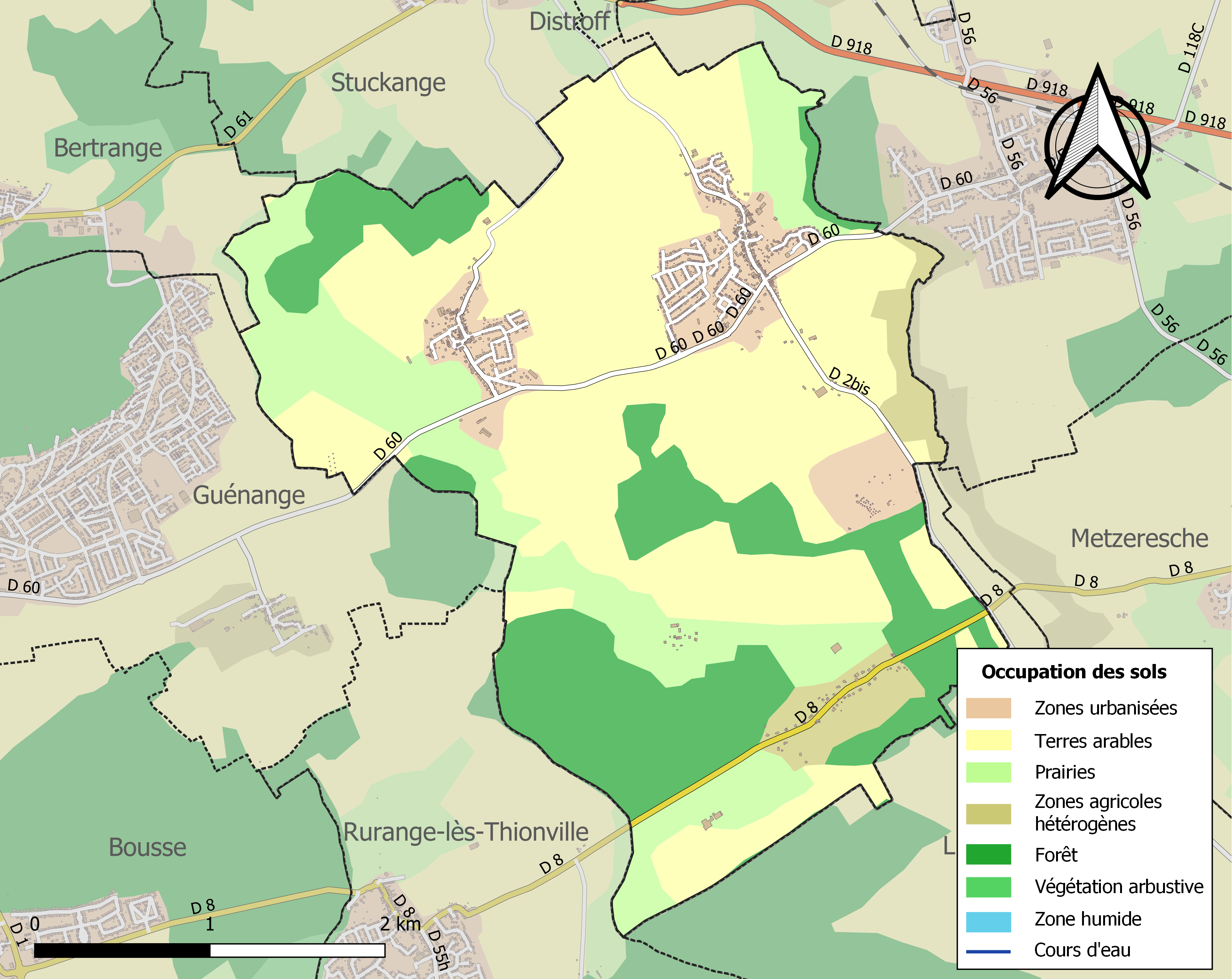
Carte des infrastructures et de l'occupation des sols de la commune en 2018 (CLC).

## Toponymie
- Wollestorf (1035), Wollestroff (1305), Wolestorff (1469), Wolstorff (1510), Wolestroff/Valstroff/Wolstroff (1544), Wolffsdorff (1572), Woulstroff (1601), Volechetroff (1686), Volstroff (1793), Voltroff (1801), Wolstroff (XIXe siècle), Wolsdorf (1871-1918 et 1940-1944).
- Wolschdrëf et Wolschtrof en francique lorrain.

## Histoire
- Était siège d'une cure de l'archiprêtré de Kédange. Village rattaché à la France en 1659 (traité des Pyrénées).
- Fit partie du canton de Luttange de 1790 à 1802.
- Les villages de Reinange et Schell furent rattachés à Volstroff en 1811[15].

## Politique et administration
| Période                                  | Période   | Identité           | Étiquette | Qualité |
| ---------------------------------------- | --------- | ------------------ | --------- | ------- |
| janv 1982                                | mars 2008 | René Coilliot      |           |         |
| mars 2008                                | mai 2020  | Hubert Ditsch      | LO        |         |
| mai 2020                                 | En cours  | Jean-Michel Magard | LO        |         |
| Les données manquantes sont à compléter. |           |                    |           |         |

## Démographie
L'évolution du nombre d'habitants est connue à travers les recensements de la population effectués dans la commune depuis 1793. Pour les communes de moins de 10 000 habitants, une enquête de recensement portant sur toute la population est réalisée tous les cinq ans, les populations de référence des années intermédiaires étant quant à elles estimées par interpolation ou extrapolation. Pour la commune, le premier recensement exhaustif entrant dans le cadre du nouveau dispositif a été réalisé en 2004.

En 2022, la commune comptait 2 074 habitants, en évolution de +5,33 % par rapport à 2016 (Moselle : +0,52 %, France hors Mayotte : +2,11 %).
| 1793 | 1800 | 1806 | 1821 | 1836 | 1841 | 1861 | 1866 | 1871 |
| ---- | ---- | ---- | ---- | ---- | ---- | ---- | ---- | ---- |
| 280  | 284  | 214  | 613  | 562  | 561  | 485  | 505  | 468  |

| 1875 | 1880 | 1885 | 1890 | 1895 | 1900 | 1905 | 1910 | 1921 |
| ---- | ---- | ---- | ---- | ---- | ---- | ---- | ---- | ---- |
| 434  | 426  | 422  | 403  | 412  | 401  | 394  | 376  | 315  |

| 1926 | 1931 | 1936 | 1946 | 1954 | 1962 | 1968 | 1975 | 1982  |
| ---- | ---- | ---- | ---- | ---- | ---- | ---- | ---- | ----- |
| 345  | 354  | 328  | 289  | 324  | 352  | 291  | 912  | 1 066 |

| 1990  | 1999  | 2004  | 2006  | 2009  | 2014  | 2019  | 2022  | - |
| ----- | ----- | ----- | ----- | ----- | ----- | ----- | ----- | - |
| 1 373 | 1 366 | 1 484 | 1 474 | 1 433 | 1 812 | 2 034 | 2 074 | - |

## Culture locale et patrimoine

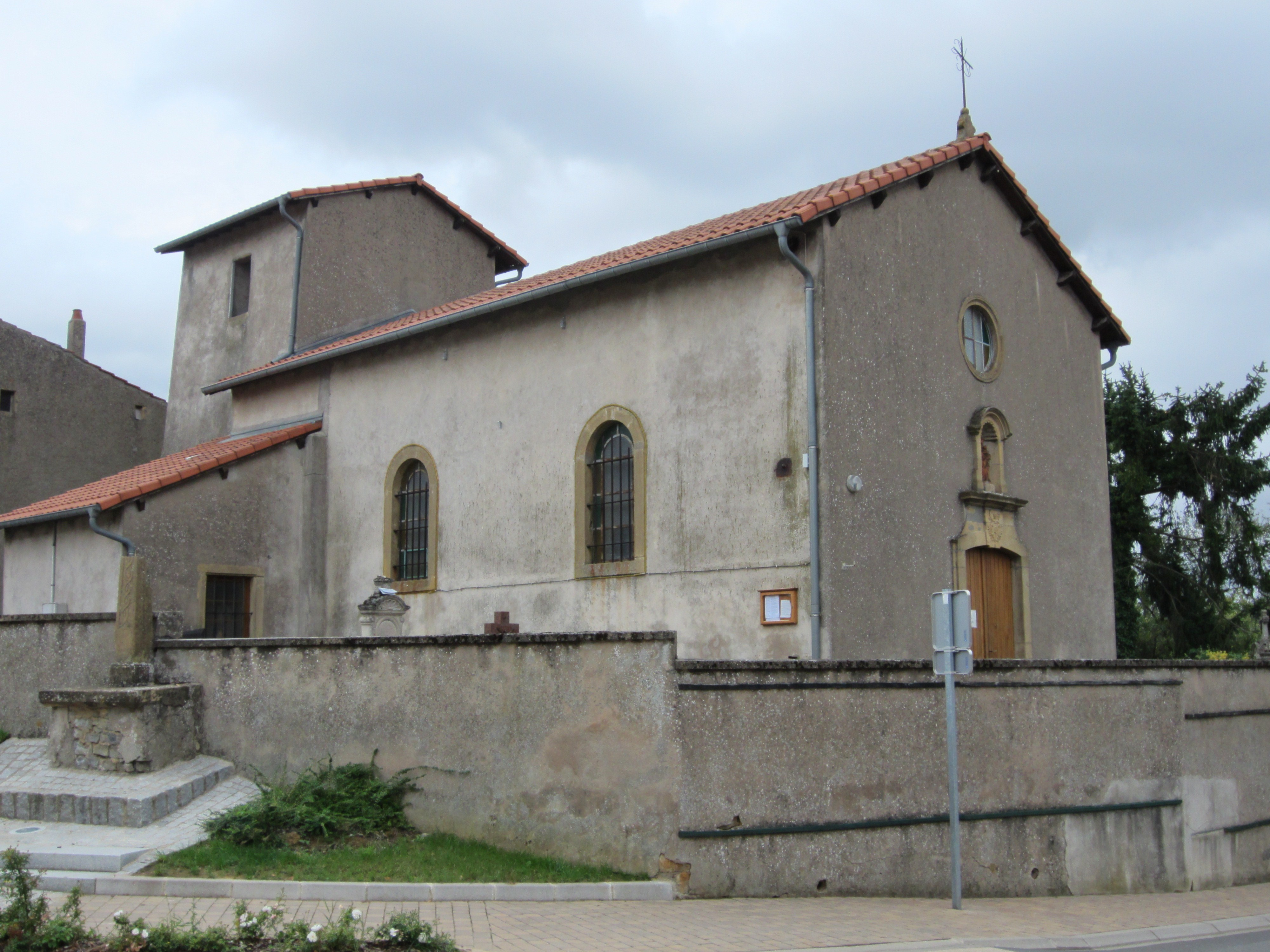
Chapelle Saint-Nicolas de Reinange.

### Lieux et monuments
- château à Vinsberg. Déjà au milieu du XIXe siècle il ne restait rien du château. Aujourd'hui les seules traces encore visibles sont les fossés.
- château à Reinange. Château dont l'origine n'est pas connue. La seigneurie appartenait au XVIIe siècle aux Faust de Stromberg puis au début du XVIIIe siècle aux d'Eltz. Jean-Joseph Henry qui l'a acquis en 1736, ou l'un de ses enfants, le fait reconstruire au XVIIIe siècle. Le château est rasé vers 1958-1960.
- château-fort médiéval de Schell-Vinsberg lieu-dit : le Château, d'origine XIIe siècle, au-dessus de la vallée de la Bibiche. Ensemble (fossés, basse cour, site du donjon) bien conservé.
- ferme Saint-Vitus, XIXe siècle, patrimoine classé ou inscrit[19].

#### Édifices religieux
- Église paroissiale Saint-Michel-l'Archange. De l'église primitive, construite à la limite des XVe siècle et XVIe siècle, ne subsiste que le chœur ; nef et tour clocher reconstruites en 1784, date portée sur le portail ; nef agrandie au XIXe siècle ; emblèmes professionnels de paysans : coutre, soc.
- Chapelle Saint-Nicolas à Reinange. Église limite XVIe siècle, XVIIe siècle, dont il ne subsiste que la tour clocher sur le chœur ; nef 1741, date portée par l'agrafe de la porte ; tribune et sacristie 2e moitié du XIXe siècle.

### Héraldique
| Blason de Volstroff | Blason  | De sable à la croix de Malte d'argent à la bordure d'or chargée de huit coquilles d'azur. |
| Blason de Volstroff | Détails | Le statut officiel du blason reste à déterminer.                                          |